# Aleksandar Bošković
Aleksandar Bošković (Zemun, 5. jun 1962) srpski je socijalni antropolog, prevodilac i novinar. Od 1. oktobra 2019. radi u Arheološkom institutu, gde je angažovan na projektu Viminacijum. Od 2009. do početka 2022. predavao je  istoriju i teoriju antropologije, kao i komparativnu religiju na Odeljenju za etnologiju i antropologiju Filozofskog fakulteta Univerziteta u Beogradu. Od 2017. predavao je na Fakultetu primjenjene nauke UDG (Crna Gora). Početkom 2022. bio je gostujući profesor na Institutu za etnologiju i antropologiju Jagiellonskog univerziteta u Krakovu (Poljska). Ponovo je došao na ovaj univerzitet oktobra 2024, kao stipendista Poljske Nacionalne agencije za akaemsku razmenu (NAWA). Oblasti interesovanja su mu racionalnost, metodologija društvenih nauka, rodne studije, psihoanaliza i semiotika.

## Biografija
Rođen je u Zemunu, odrastao u Makedoniji, a od kraja decembra 1964. živi u Beogradu.
Od 1982. do 1990. Aleksandar Bošković je studirao filozofiju na Filozofskom fakultetu Univerziteta u Beogradu. Bio je član redakcije lista Student (1984/1985). Od kraja 1983. do 1990. aktivno se bavi novinarstvom, objavljujući u najznačajnijim domaćim i regionalnim listovima i časopisima, među kojima su NIN, Književna reč, Književne novine, Mladost, Arkzin, Naša borba, Danas i drugi. Objavljivao je i u međunarodnim časopisima i novinama, kao što su magazin Fortnight (Belfast) i Frankfurter Allgemeine Zeitung. Tokom 2011. uglavnom sarađuje sa magazinom NIN, ali je aktuelne događaje komentarisao i za beogradske dnevnike [Politika] i Danas. U okviru svog javnog angažmana i prisustva u javnosti, Bošković je tokom godina dao intervjue za različite časopise i magazine, kao što su Start (Zagreb), Arkzin (Zagreb), Odgovor (Beograd), Slobodna Dalmacija (Split), Prestup (Beograd), Uniforum (Oslo), kao i za medije kao što su Radio Beograd, Radio Slobodna Evropa, Radio Deutsche Welle i Al Jazeera. Takođe je preveo sa engleskog više desetina stručnih tekstova i dve knjige.
Posle završetka Filozofskog fakulteta u Beogradu, odlazi na postdiplomske studije na univerzitet Tulejn (New Orleans, USA), 1990. Višemesečna istraživanja u Gvatemali doprinela su nekim elementima knjige Religija i kultura Maja. Interesovanje za klasičnu majansku religiju i mezoameričke kulture postepeno ustupa mesto interesovanju za teoretske aspekte antropologije. Između 1991. i 1993. bio je zamenik urednika (Associate Editor) časopisa Human Mosaic. Aprila 1993. na Tulane Univezitetu brani magistarski rad iz antropologije (tema: William Robertson Smith and the Anthropological Study of Myth, mentor prof. dr Munro S. Edmonson).
Nakon dobijanja ORS stipendije (Overseas Research Scholarship), Bošković doktorske studije nastavlja na Odeljenju za socijalnu antropologiju na univerzitetu Sent Endrjus u Škotskoj (Scotland, UK), gde će mu mentori biti profesori Ladislav Holi Ladislav Holý (1993/94) i Najdžel Raport (1994-1996). Pred komisijom u kojoj su bile prof. Henrietta Moore (external examiner) i Joanna Overing (internal examiner), 1. novembra 1996. brani doktorsku tezu pod naslovom Constructing Gender in Contemporary Anthropology. Teza je bila zasnovana na pregledu sve raspoložive literature o odnosu antropologije i studija roda objavljene do tada, ali i na istraživanju na terenu u Sloveniji (u i oko Ljubljane) i (u mnogo manjem obimu) u Makedoniji (Prespa).
Saradnja sa postdiplomskim Programom za antropologiju Fakulteta društvenih nauka (FDV) Univerziteta u Ljubljani, započeta 1998, kulminiraće izborom za profesora u okviru postdiplomskog Programa za antropologiju na FDV, od školske 2000/2001. godine. Krajem 1998, biva izabran za Gostujućeg profesora evropske etnologije (u rangu vanrednog profesora) na Odeljenju za antropologiju Univerziteta u Braziliji (Brazil), gde je radio od marta 1999. do početka 2001.
Februara 2001. odlazi na post-doktorske studije na Univerzitet Vitvotersrand (University of the Witwatersrand) (Južnoafrička Republika), gde je gostujući istraživač i drži nekoliko kurseva. Od maja 2003. do kraja 2005. predaje antropologiju na Rouds univerzitetu (Rhodes University, Grahamstown, Južna Afrika). 1. jula 2003. izabran je za Višeg naučnog saradnika, a 18. jula 2008. za naučnog savetnika u Institutu društvenih nauka u Beogradu. Od maja 2009. do početka 2017. bio je upravnik Centra za politikološka istraživanja i javno mnenje (CPIJM) u okviru ovog Instituta. Od 2011. do 2018. rukovodio je interdisciplinarnim projektom Društvene transformacije u procesu evropskih integracija – multidisciplinarni pristup, na kome je angažovano 30 istraživača iz Srbije, Australije, Crne Gore i Norveške. Od 1. oktobra 2019. prelazi u Arheološki institut u Beogradu. Od 2006. sarađuje sa Maks Plank Institutom za socijalnu antropologiju u Haleu (Nemačka), gde je organizovao i nekoliko konferencija. Dobio je DAAD istraživačku stipendiju (2014), bio gostujući istraživač na Univerzitetu u Aberdinu University of Aberdeen 2018, 2018/2019. bio je stipendista Instituta za napredne studije u Lionu (Francuska). , a dobio je Civil Society Scholar Award za istraživanje u Edinburgu (Škotska), 2020.
Tokom godina bio je mentor nekoliko studenata na različitim nivoima, a njegova prva doktorska studentkinja bila je Jana Urh, koja je 11. septembra 2003. na FDV u Ljubljani uspešno odbranila svoju doktorsku disertaciju. Na univerzitetima na kojima je do sada predavao, Bošković je bio u više komisija za odbranu magistarskih i doktorskih radova, u Brazilu, Južnoj Africi, Sloveniji i Srbiji, kao i predsednik i član nekoliko komisija za izbor u istraživačka i naučna zvanja. Krajem 2003, pod pokroviteljstvom beogradske kancelarije WUS iz Austrije, drži seriju predavanja postdiplomcima na Interdisciplinarnom kursu socijalne antropologije u okviru Odeljenja za sociologiju Filozofskog fakulteta Univerziteta u Beogradu. Od 1. oktobra 2009. je redovni profesor antropologije na Odeljenju za etnologiju i antropologiju Filozofskog fakulteta Univerziteta u Beogradu sa trećinom radnog vremena, gde drži nastavu na dodiplomskim i na doktorskim studijama. Novembra 2012. izabran je za redovnog profesora Univerziteta u Beograd. Od 2017. predaje antropologiju i na Fakultetu primjenjene nauke UDG (Crna Gora).
Od 1. septembra 2010. pa sve do kraja 2016. bio je član Interdisciplinarnog naučnog odbora za unapređenje donošenja državnih odluka i afirmaciju nacionalnog identiteta. Prethodnih godina je bio i konsultant tokom evaluacije antropoloških programa u Velikoj Britaniji (RAE 2008), kao i za holandsko Ministarstvo kulture i obrazovanja (2012). Takođe je recenzirao rukopise za strane izdavače (Stanford University Press, Berghahn Books), kao i za časopise kao što su Current Anthropology, Journal of the Royal Anthropological Institute, History of the Human Sciences, Ethnic and Racial Studies, Anthropology Today, Etnoantropološki problemi, Collegium Anthropologicum i Studia ethnologica Croatica.
Aleksandar Bošković je do sada bio autor ili priređivač dvadeset knjiga, kao i autor preko dve stotine naučnih radova (uključujući tu i poglavlja u knjigama i odrednice u rečnicima) i više od osamdeset prikaza u naučnim i stručnim časopisima. Njegova priređena knjiga Other People's Anthropologies (Berghahn Books, 2008; ponovo je objavljena u mekom povezu 2010) se navodi kao primer za studije koje se nazivaju „svetskim antropologijama“ (engl. world anthropologies). Knjiga Kratak uvod u antropologiju (Službeni glasnik, 2010) je već objavljena i u Hrvatskoj, u izdanju Jesenski i Turk. Boškovićevu knjigu, Mesoamerican Religions and Archaeology: Essays in Pre-Columbian Civilizations objavio je krajem januara 2017. Archaeopress. Takođe je održao i oko 250 (dve stotine i pedeset) gostujućih predavanja i seminara u dvadesetak država, između ostalog i na univerzitetima kao što su Cambridge, Aberdeen, Hebrew University of Jerusalem, Oslo, Bergen, Parana, Bilgi, Maribor, Vanderbilt, Goldsmiths College, College of William and Mary, Leipzig, kao i Münster.
Aleksandar Bošković je urednik časopisa Anthropological Journal of European Cultures. Član je Društva za praistoriju (The Prehistoric Society),), kao i Kraljevskog antropološkog instituta (RAI). Od 2018. je urednik edicije Anthropology's Ancestors kod izdavača Berghahn Books.  Do sada je predavao na univerzitetima u sedam zemalja, na tri kontinenta i na četiri jezika (engleski, srpskohrvatski, španski i portugalski), a gostujuća predavanja i seminare držao u još dvadesetak zemalja širom sveta. Poslednjih godina je organizovao stručne skupove i panele na temu odnosa biološke i socijalne antropologije (EASA, Paris/Nanterre 2012, IUAES, Manchester 2013), kao i na temu racionalnosti. Od 2013. do 2018. bio je potpredsednik Komisije za teorijsku antropologiju (COTA) Međunarodne unije antropoloških i etnoloških nauka (IUAES). Između 2016. i 2020. bio je urednik edicije EASA (EASA Book Series Editor) kod izdavača Berghahn Books. Od juna 2020. je član upravnog odbora International Association for Comparative Mythology (IACM).

## Dela
- 2021 Antropologija - od kamenog doba do kompjutera. Beograd: Evoluta. https://www.evoluta.rs/shop/antropologija-od-kamenog-doba-do-kompjutera-u-pretplati/
- 2021 William Robertson Smith. New York and Oxford: Berghahn Books. ISBN  978-1-80073-157-8.
- Mesoamerican Religions and Archaeology: Essays in Pre-Columbian Civilizations. Oxford: Archaeopress. 2017. ISBN 978-1-78491-502-5.
- 2014. Antropološke perspektive. ISBN 978-86-7093-150-3.. Beograd: Institut društvenih nauka
- Kratak uvod u antropologiju. Zagreb: Jesenski i Turk. 2010. ISBN 978-953-222-369-9.
- 2006. Mit, politika, ideologija. Ogledi iz komparativne antropologije. ISBN 978-86-7093-111-4.. Beograd: Institut društvenih nauka
- 2005. Etnologija svakodnevnog života. ISBN 978-86-7208-113-8.. Beograd: Helsinški komitet za ljudska prava u Srbiji
- Religija i kultura Maja. Beograd: Kodeks. 1990. ISBN 978-86-7575-002-4.
- Majanska religija. Beograd: Opus. 1988. ISBN 978-86-7453-001-6.

### Urednik
- 2022 (with Günther Schlee) African Political Systems Revisited. New York and Oxford: Berghahn Books. https://www.berghahnbooks.com/title/BoskovicAfrican
- 2022 Mit - uvod i perspektive. Beograd: Utopia. https://www.knjizararoman.rs/knjige/knjiga-mit-uvod-i-perspektive-autor-aleksandar-boskovic-78245 Архивирано на веб-сајту  (30. октобар 2022)
- 2017 (sa Suzanom Ignjatović). Individualizam. ISBN 978-86-7093-192-3.. Beograd: Odeljenje za antropološka istraživanja, Institut društvenih nauka. VIII+ 225 str., ilustracije, grafike, registri.  http://www.idn.org.rs/kalendar/Individualizam12.pdf Архивирано на веб-сајту  (1. децембар 2017)
- 2015 (sa Milanom Vukomanovićem i Zoranom Jovanovićem). Rečnik božanstava i mitskih ličnosti sveta. ISBN 978-86-519-1238-5.. Beograd: Službeni glasnik i Institut društvenih nauka. 416 str., 37 ilustracija, bibliografija, registri.  (hbk)
- 2013 (with Chris Hann). The Anthropological Field on the Margins of Europe, 1945-. Lit Verlag. 1991. ISBN 978-3-643-90507-9.. Halle Studies in Anthropology of Eurasia, 29. Berlin and Zürich.
- 2010 (sa Jelenom Jablanov Maksimović). Međuetnički odnosi u funkciji pomirenja. ISBN 978-86-86661-44-9.. Beograd: Konrad Adenauer Stiftung i Centar za politikoška istraživanja i javno mnenje Instituta društvenih nauka.
- 2008. Other People's Anthropologies: Ethnographic Practice on the Margins. Oxford and New York: Berghahn. 2008. ISBN 978-1-84545-398-5.. (cloth).  978-1-84545-702-0. (paperback).
- 2000 (izbor i prevod) Critical Art Ensemble: Digitalni partizani. Beograd: Centar za savremenu umetnost.

### Ko-autor
- 2011 (sa Suzanom Ignjatović, Dragomirom Pantićem i Zoranom Pavlovićem). Građanke i građani Srbije o rodnoj ravnopravnosti. Javno mnjenje Srbije o rodnoj ravnopravnosti. [Serbian Citizens on Gender Equality: Public Opinion of Serbia on Gender Equality. ISBN 978-86-7704-063-5.] Belgrade: Gender Equality Directorate and Institute of Social Sciences.